# Commonwealth (Außengebiete der Vereinigten Staaten)
Der Begriff Commonwealth (englisch für Gemeinwesen oder ursprünglich auch Gemeinwohl oder politische Gemeinschaft auf Grundlage der römischen Res Publica) als U.S. insular area wird in den Vereinigten Staaten für einen Typus organisierter, aber nicht inkorporierter Außengebiete mit Inselcharakter verwendet.
Es sind dies im Einzelnen:
- Commonwealth der Nördlichen Marianen (seit 1986)[1]
- Commonwealth Puerto Rico (seit 1952)[2]
- Commonwealth der Philippinen (1935–1946)[3]